# Albert Fitz
Albert Fitz (* 8. August 1842 in Dürkheim; † 11. Mai 1885 in Straßburg) war ein Biologe.
Er studierte Physik und Botanik in Heidelberg, Berlin, Straßburg und anderen Hochschulen. 1865 promovierte er zum Dr. phil. in Heidelberg. Er wurde dann Privatgelehrter und Weingutsbesitzer in Straßburg und untersuchte Mikroorganismen. Seit 1876 untersuchte er im Chemischen Laboratorium der Universität Straßburg Gärprozesse mit Glycerin und kultivierte 1878 in Anlehnung an eine Methode von Ferdinand Julius Cohn einen Spaltpilz aus Heuauszügen, der Glycerin zu Ethanol vergären konnte. Seine Ergebnisse wurden von Eduard Buchner weiter verfolgt, der dann das Bacterium Fitz (fitzianum) erfand. 1876/77 war er Emil Fischer bei der Untersuchung der Verunreinigung der Bierhefe behilflich.

## Veröffentlichungen
- Über das Traubenkernöl. In: Annalen der Oenologie 2, 1872, S. 275–286.
- Ueber Doppelsalze der niedrigen Fettsäuren.
- Ueber die Gährung des Glycerins. In: Berichte der Deutschen Chemischen Gesellschaft 9, 1876, S. 1348–1352